# Iły (Radoszki)
Iły – kolonia wsi Radoszki w Polsce położona w województwie kujawsko-pomorskim, w powiecie brodnickim, w gminie Bartniczka o luźno rozrzuconej zabudowie w widłach rzek Brynicy i Samionki.
W latach 1975–1998 miejscowość administracyjnie należała do województwa toruńskiego.
W roku 1921 osadę zamieszkiwało 38 osób